# 베일라
베일라(Beyla)는 기니 은제레코레 주 베일라 현에 위치한 도시로, 인구는 13,204명(2008년 기준)이다. 베일라 현의 현청 소재지이다.